# 于比圣勒
于比圣勒（法語：Huby-Saint-Leu，法語發音：[ybi sɛ̃ lø]）是法国上法蘭西大區加来海峡省的一个市镇，属于蒙特勒伊区。

## 地理
于比圣勒（50°22'56"N, 2°2'14"E）面积12.44 平方千米，位于法国上法蘭西大區加来海峡省，该省份为法国北部沿海省份，西北濒北海，南至索姆省，东临北部省。
与于比圣勒接壤的市镇（或旧市镇、城区）包括：瓦曼、格里尼、拉洛日、马尔科内勒、勒帕尔克、欧班圣瓦斯特、卡夫龙圣马丹、孔特、吉西。

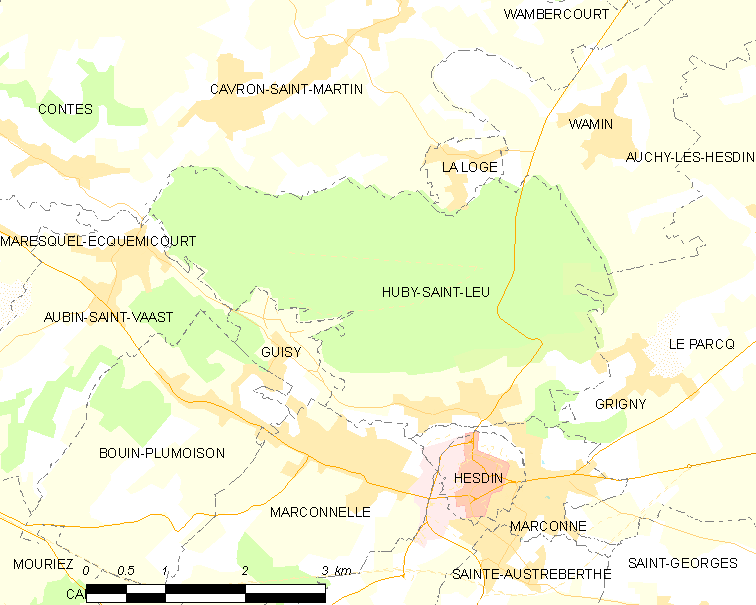
于比圣勒的OSM定位图

于比圣勒的时区为UTC+01:00、UTC+02:00（夏令时）。

## 行政
于比圣勒的邮政编码为62140，INSEE市镇编码为62461。

## 政治
于比圣勒所属的省级选区为欧克西堡县。

## 人口

1962-2008年间于比圣勒人口变化图示

于比圣勒于2022年1月1日时的人口数量为840人。